# Frank Klaus
Frank Klaus (Pittsburgh, 30 dicembre 1887 – 8 febbraio 1948) è stato un pugile statunitense.
La International Boxing Hall of Fame lo ha riconosciuto fra i più grandi pugili di ogni tempo.

## Gli inizi
Di famiglia tedesca emigrata negli Stati Uniti, divenne professionista dal 1904.

## La carriera
Campione del mondo dei pesi medi dal 1912 al 1913.
Antagonista di Jack Dillon e Georges Carpentier, a cui tolse il titolo dei medi nel 1912, e di Billy Papke.